# Ptychopseustis lophopedalis
Ptychopseustis lophopedalis là một loài bướm đêm trong họ Crambidae.